# Symplecta (Psiloconopa) sweetmani
Symplecta (Psiloconopa) sweetmani is een tweevleugelige uit de familie steltmuggen (Limoniidae). De soort komt voor in het Nearctisch gebied.